# Conacul familiei Șalari
Conacul familiei Șalari este o clădire amplasată în Miclești, raionul Criuleni, Republica Moldova. Este un monument arhitectural de importanță națională inclus în Registrul monumentelor Republicii Moldova ocrotite de stat cu nr. 340 (raionul Criuleni). Datează din mijl. sec. XIX.